# Desafío (película de 2010)
Desafío es una película mexicana de 2010, la primera dirigida por el actor y corredor de autos Julio Bracho y Jorge Luquín. Está protagonizada por Ari Brickman, Rocío Verdejo y Marina de Tavira.

## Trama
Rogelio Roger Ramírez (Ari Brickman), un curtido piloto de carreras de stock car en México, está compitiendo por el campeonato, la escudería que encabeza la temporada le ofrece incorporarse a sus líneas, y con ello la oportunidad de correr en el extranjero. Pero su decisión implica lidiar con personajes dudosos y abandonar a la gente que lo ha apoyado para llegar hasta donde él está. Incluyendo a sus amigos y su pareja.

## Elenco
- Ari Brickman ...  Roger
- Rocío Verdejo ...  Andrea
- Marina de Tavira ...  Julieta
- Andrés Montiel ...  Freddy
- José Sefami ...  Jimy
- Maximiliano Villegas ...  Richi
- Julio Bracho ...  Tomás Cruz
- Alejandro Caso ...  Andrés
- Rodrigo Murray ...  Harry
- Arturo Barba ...  Jack
- Juan Carlos Bonet ...  Carlos
- Alfonso Zayas ...  Diego